# Fototípia

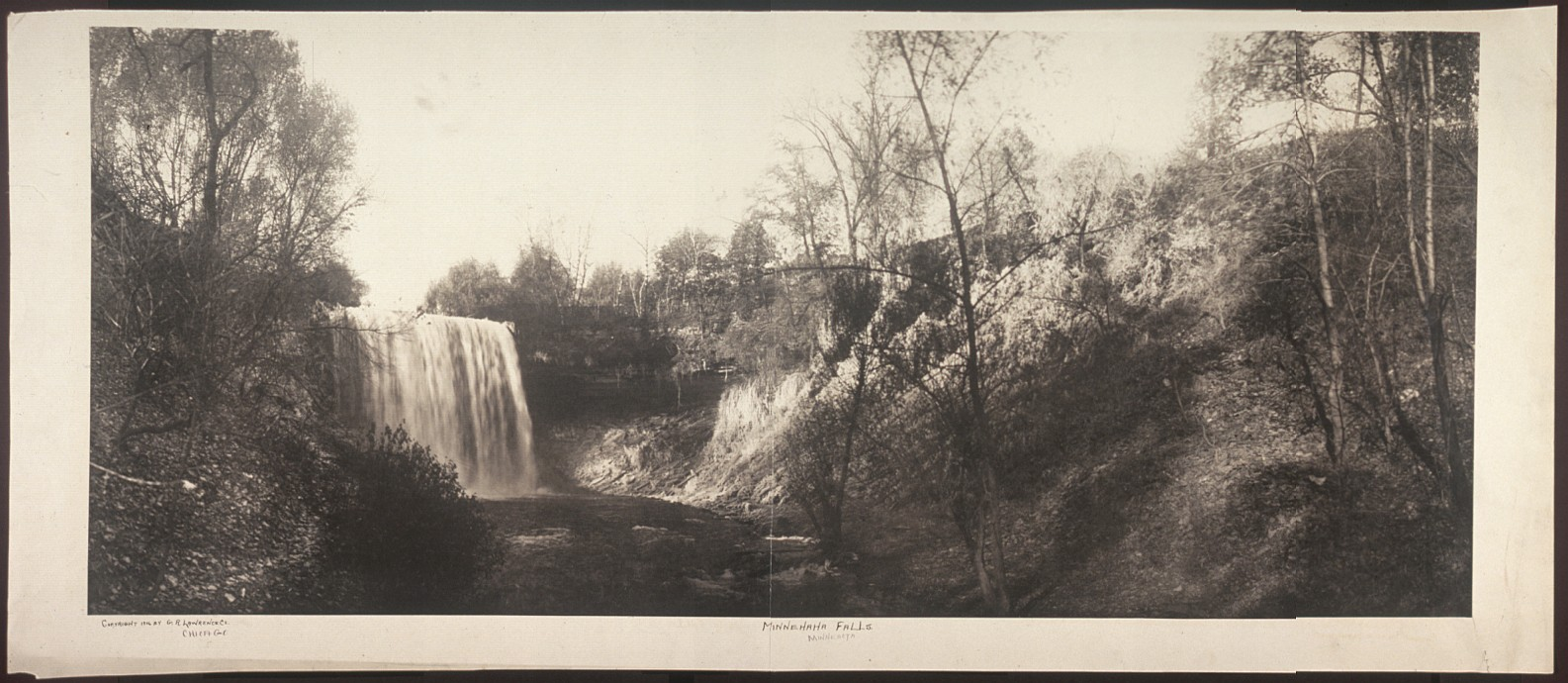
Catáratas de Minnehaha, 1906.

La fototípia (Phototypie en francès, Collotipia en italià, Lichtdruck en alemany i Collotype en anglès) és un procés d'impressió fotomecànica creat el 1856 per Louis Alphonse Poitevin i posteriorment perfeccionat per Joseph Albert pel que va tenir difusió amb el nom de Albertipo.
Sobre una matriu constituïda per una làmina de vidre s'estén una capa d'emulsió fotosensible constituïda per gelatina bicromatada i després se sotmetia a la cocció durant diverses hores, després era impressionada mitjançant contacte amb el negatiu fotogràfic. La gelatina es feia més insoluble a les zones transparents d'aquest. D'aquesta manera la tinta s'absorbia amb major facilitat en aquestes zones transparentes.
Aquest procediment va servir de base a Karl Klietsch per al desenvolupament del gravat en relleu.
Aquest procediment només permet un nombre limitat a menys de cinc-centes còpies en deteriorar-se la gelatina durant el procés de la impressió, aquest procediment es va emprar fins a mitjan segle xx en la impressió de postals.
Alguns fotògrafs que han emprat aquest procés han estat Alfred Stieglitz i Todd Walker.